# Ейр Форс Емі
Ейр Форс Емі (англ. Air Force Amy; нар. 5 серпня 1965) — американська легальна повія, гламур- і фетиш-модель, порноакторка, учасниця телевізійних реаліті-шоу. MSNBC назвав її «живою легендою у світі сексу».

## Біографія
Народилася 5 серпня 1965 року в штаті Огайо. 1990 року, за три місяці до звільнення з Повітряних сил США, вона подала заяву до сусіднього легального борделю «Chicken Ranch» у Неваді та стала повією. З 1994 по 1997 роки займалася проституцією й у «Mustang Ranch», після 2000 року в «Sagebrush Ranch», «Cherry Patch Ranch», «Sheri's Ranch», «Kit Kat Guest Ranch», «Moonlite Bunny Ranch». Вона заробляє $10000—$50000 кожен місяць як незалежна підрядниця, що платить податок на дохід. Емі переконала свого роботодавця реалізувати її ідею щодо ночі безкоштовного сексу для військовослужбовців — «Military Appreciation Night».
Порноіндустрія
Як порноакторка уперше дебютувала у фільмі «Lesbian Ho'Down at the Bunnyranch» 2000 року, зрежисованого Роні Джеремі.
Ейр Форс Емі знімалася в серії документальних фільмів HBO: «Cathouse» (2002), «Cathouse 2» (2003) та «Cathouse: The Series» (2005). Її називали «найоплачуванішою за весь час» та «майстринею гри». Епізод «She's Got Game» (2005) включав її особистий профіль. Також з'явилася в телевізійній програмі Бі-Бі-Сі 2004 року «The Brothel» а також у документальному фільмі «Pornstar Pets 2005».